# Будинок Феодосія Чернігівського
Будинок Феодосія Чернігівського — дерев'яна будівля, зведена в 1688 році на території Єлецького монастиря в Чернігові. Спочатку в ньому проживав архімандрит Феодосій Углицький. Є найстарішим пам'ятником дерев'яної житлової архітектури на Лівобережній Україні.

## Історія
Будівлю зведено у 1688 році, підтвердженням чому служить різьблений напис на балці, яка підтримує стелю. Наприкінці 80-х — на початку 90-х років XVII століття в будинку проживав архімандрит Єлецького монастиря Феодосій, який в 1693 році став архієпископом Чернігівським. Після спорудження в 1811 році кам'яного будинку настоятеля будівля виконувала функції резиденції намісників монастиря. З 1892 року в будівлю діяла іконописна школа. Протягом XVIII—XX століть будівля неодноразово піддавалася перебудовам, внаслідок чого була перепланована внутрішня частина будівлі і з'явилася додаткова прибудова.
Будинок Феодосія Чернігівського є найстарішим дерев'яним житловим будинком Лівобережної України, який зберігся до нашого часу. Збереженню будинку від пожеж сприяло те, що він був розташований на віддалі від інших будівель і постійно перебував під наглядом ченців.